# Liste der Baudenkmäler in Boos (Schwaben)
Auf dieser Seite sind die Baudenkmäler in der schwäbischen Gemeinde Boos zusammengestellt. Diese Tabelle ist eine Teilliste der Liste der Baudenkmäler in Bayern. Grundlage ist die Bayerische Denkmalliste, die auf Basis des Bayerischen Denkmalschutzgesetzes vom 1. Oktober 1973 erstmals erstellt wurde und seither durch das Bayerische Landesamt für Denkmalpflege geführt wird. Die folgenden Angaben ersetzen nicht die rechtsverbindliche Auskunft der Denkmalschutzbehörde.

## Baudenkmäler nach Ortsteilen

### Boos
| Lage                                 | Objekt                                     | Beschreibung | Akten-Nr.             | Bild             |
| ------------------------------------ | ------------------------------------------ | --- | --------------------- | ---------------- |
| Babenhauser Straße 19 (Standort)     | Katholische Kapelle St. Johann Nepomuk     | pilastergegliederter, nach drei Seiten in Arkaden geöffneter Bau mit halbrundem Schluss, 1. Hälfte 18. Jahrhundert; mit Ausstattung; südlich des Schlosses an der Babenhauser Straße. | D-7-78-120-9 Wikidata | weitere Bilder   |
| Babenhauser Straße 21, 23 (Standort) | Ehemaliges Schloss der Familie Fugger-Boos | Hauptbau, zweigeschossige Zweiflügelanlage mit Satteldach, im Wesentlichen 16. Jahrhundert; mit Ausstattung Wirtschaftsgebäude, unregelmäßige Dreiflügelanlage mit Satteldächern, 16. bis 18. Jahrhundert Schlosskapelle, Saalbau mit Herrschaftsloge, 1716 errichtet, 1773 ausgestattet | D-7-78-120-2 Wikidata | weitere Bilder   |
| Kapellenweg 4 (Standort)             | Katholische Kapelle Maria-Hilf             | Kriegergedächtniskapelle, kleiner, kreuzgratgewölbter Bau mit rundem Schluss, im Auftrag des Grafen Hans Fugger erbaut, 1627; mit Ausstattung; im ehemaligen Burgstall gelegen | D-7-78-120-3 Wikidata | weitere Bilder   |
| Memminger Straße 1 (Standort)        | Katholische Pfarrkirche St. Martin         | pilastergegliederter Saalbau mit langgestrecktem, eingezogenem Chor und südlichem Turm mit Zwiebelhaube, Chor und Turmunterbau im Kern wohl 14./15. Jahrhundert, Neubau 1713, Turmerhöhung 1728; mit Ausstattung.                                                                        | D-7-78-120-4 Wikidata | weitere Bilder   |
| Memminger Straße 3 (Standort)        | Ehemalige Schule                           | zweigeschossiger Satteldachbau mit Giebeltrennung durch Gesimse, 1760. | D-7-78-120-5 Wikidata | Ehemalige Schule |
| Memminger Straße 5 (Standort)        | Pfarrhof                                   | zweigeschossiger, giebelständiger Satteldachbau über hohem Sockel, mit dreigeschossigem Giebel, durch Gesimse geteilt, 1746. | D-7-78-120-7 Wikidata | Pfarrhof         |

### Reichau
| Lage                                                                  | Objekt                                  | Beschreibung | Akten-Nr.              | Bild                   |
| --------------------------------------------------------------------- | --------------------------------------- | --- | ---------------------- | ---------------------- |
| Reichau 77, 140 (Standort)                                            | Ehemaliges Schulhaus                    | zweigeschossiger Putzbau mit Walmdach und Geschossbändern, 1876/1878                                                        | D-7-78-120-12 Wikidata | weitere Bilder         |
| Reichau 125 (Standort)                                                | Katholische Pfarrkuratiekirche St. Anna | netzrippengewölbter Saalbau mit eingezogenem Chor, nördlicher Turm mit Spitzhelm, von Max Treu, 1868/1869; mit Ausstattung. | D-7-78-120-10 Wikidata | weitere Bilder         |
| Reichau 127 (Standort)                                                | Ehemaliges Kuratenhaus                  | zweigeschossiger Satteldachbau mit Giebelgesimsen, spätes 18. Jahrhundert.                                                  | D-7-78-120-13 Wikidata | Ehemaliges Kuratenhaus |
| Kohlwaldhof (ca. 1,75 km südlich des Ortes im Joster Wald) (Standort) | Sandsteinobelisk                        | mit gestuftem Unterbau und Fuggerlilie, für Anton Behringer, Fürstlich Fuggerscher Oberförster, 1880                        | D-7-78-120-11 Wikidata | Sandsteinobelisk       |

## Ehemalige Baudenkmäler
In diesem Abschnitt sind Objekte aufgeführt, die früher einmal in der Denkmalliste eingetragen waren, jetzt aber nicht mehr. Objekte, die in anderem Zusammenhang also z. B. als Teil eines Baudenkmals weiter eingetragen sind, sollen hier nicht aufgeführt werden. Aktennummern in diesem Abschnitt sind ehemalige, jetzt nicht mehr gültige Aktennummern.

| Lage                                 | Objekt                    | Beschreibung | Akten-Nr.             | Bild                      |
| ------------------------------------ | ------------------------- | ------------ | --------------------- | ------------------------- |
| Boos Babenhauser Straße 6 (Standort) | Ausleger mit Fuggerlilien | um 1710/1720 | D-7-78-120-1 Wikidata | Ausleger mit Fuggerlilien |

## Abgegangene Baudenkmäler
In diesem Abschnitt sind Objekte aufgeführt, die früher einmal in der Denkmalliste eingetragen waren, jetzt aber nicht mehr existieren, z. B. weil sie abgebrochen wurden. Aktennummern in diesem Abschnitt sind ehemalige, jetzt nicht mehr gültige Aktennummern.

| Lage                                | Objekt                | Beschreibung                                   | Akten-Nr.             | Bild |
| ----------------------------------- | --------------------- | ---------------------------------------------- | --------------------- | ---- |
| Boos Memminger Straße 11 (Standort) | Ehemaliger Kornkasten | Blockbau mit Satteldach, bezeichnet mit „1662“ | D-7-78-120-8 Wikidata | BW   |